# Bevrijding van de Elzas
De bevrijding van de Elzas in het najaar van 1944 was een onderdeel van de bevrijding van Frankrijk door de geallieerden aan het einde van de Tweede Wereldoorlog. De operatie werd uitgevoerd door Amerikaanse en Franse (waaronder Noord-Afrikaanse) troepen tussen september en december 1944. Ze verliep relatief soepel vergeleken met de opmars van de geallieerden verder naar het noorden, waar de Duitsers in december 1944 tijdens de Slag om de Ardennen een grote tegenaanval deden.

## Achtergrond
Bij de geallieerden bevond zich in september 1944 de Britse 21st Army Group onder leiding van veldmaarschalk Bernard Montgomery aan het front in de Ardennen. Daaronder bevond zich de 12th Army Group onder leiding van luitenant generaal Omar Bradley. De 12th Army Group was onderverdeeld in de 1st US Army, die de Britse 21st Army Group bijstond, en het 3rd US Army onder commando van generaal Patton. Zuidelijker bevond zich de 6th Army Group onder leiding van generaal luitenant Jacob Devers. Dit was weer onderverdeeld in het 7th US Army onder commando van generaal Patch en het 1ère Armée Française onder commando van generaal Jean de Lattre de Tassigny.
De geallieerde opperbevelhebber Eisenhower zag de vorderingen van de 21st Army Group als de belangrijkste in de richting van het einde van de oorlog. Montgomery had opdracht gekregen om naar het noorden op te rukken en via België en Nederland Duitsland binnen te trekken. De 3rd US Army van de 12th Army Group moest samen met het 6th Army Group de Vogezen en het laagland langs de Rijn veroveren.
Zo stonden de Amerikanen in september 1944 voor de Vogezen om de Elzas te kunnen bevrijden. Het Amerikaanse leger werkte hier samen met het Franse leger. Het leger bleef twee maanden voor de Vogezen om Noord-Afrikaanse troepen aan het leger toe te voegen.
De Duitsers hielden de Lorraine en Elzas bezet met de 19. Armee onder leiding van generaal Friedrich Wiese. Ze hadden troepen vanuit de Lorraine en Elzas teruggetrokken voor de verdediging van het Ruhrgebied, zodat het gebied met minder manschappen verdedigd moest worden. De Duitsers hadden twee verdedigingslinies aangelegd: één aan de voet van de Vogezen en één op de toppen.

## Bevrijding
In het noorden van Lorraine en Elzas zette de 3rd US Army de aanval in. In het midden trok de 7th US Army over de Vogezen, geflankeerd door de 1ère Armée Française in het zuiden. De 1ère Armée Française trok onder de Vogezen langs de Elzas in. Hun opmars ging gemakkelijk en ze bereikten als eerste de Rijn op 19 november 1944. Vanwege gebrek aan mankracht en materieel besloten de Fransen daarna niet direct over de Rijn verder te trekken.
Generaal Leclerc (echte naam: Philippe Leclerc de Hauteclocque) gaf de 2eme Division Blindée, onderdeel van het 7th US Army, opdracht om via kleinere wegen door de uitlopers van de Vogezen via Dabo door te stoten. Dit werd bemoeilijkt door het bergachtige terrein, waarin de wegen vol haarspeldbochten zitten, en de hevige regen van voorgaande dagen. De 2eme Division Blindée kwam via deze route echter beter vooruit dan via de hoofdwegen die vol versperringen zouden zijn.
Op 23 november 1944 om 6.45 uur in de morgen begon de verovering van Straatsburg. Van vier kanten werd Straatsburg bestormd door de 2ème Division Blindée van generaal Leclerc en om 10.10 uur 's ochtends was de stad bevrijd. De Duitsers hadden echter nog wel kans gezien om de brug over de Rijn te vernietigen.
In minder dan een maand bereikten de geallieerden op twee plaatsen de Rijn en hadden ze de belangrijkste plaatsen Metz, Belfort, Mulhouse en Straatsburg bevrijd.
Eind november waren bijna 6 van de 8 oorspronkelijke Duitse divisies uitgeschakeld. Omdat de Duitsers geen toestemming van Hitler kregen om zich over de Rijn terug te trekken trokken ze zich terug rondom Colmar met de opdracht om van hieruit de Elzas weer te veroveren. Deze laatste concentratie Duitse troepen aan de westzijde van de Rijn wordt Zak van Colmar genoemd. De Fransen en Amerikanen hadden niet veel munitie meer en waren vermoeid, waardoor het ze niet lukte deze laatste Duitse verzetshaard snel uit te schakelen. Inmiddels speelde zich noordelijker de slag om de Ardennen af, wat tot gevolg had dat de geallieerde bevoorrading in de eerste plaats daarheen ging.